# نشان یادگار تاج‌گذاری
مدال یادگار تاجگذاری هدیه خاصی است که جهت یادآوری روز تاجگذاری تهیه شده و به شرکت کنندگان در این مراسم اهدا می‌گردد.
پادشاهان پس از تثبیت حکومت خود بر کشورشان و قبول پادشاهیشان توسط رقبای داخلی و همچنین کشورهای همسایه به‌طور معمول مراسمی را به نام مراسم تاجگذاری برگزار می‌کنند.
جهت استحکام بیشتر حکومت در این مراسم از افراد و سرشناسان داخلی و دیگر کشورهای جهت شرکت در مراسم دعوت بعمل می‌آید و به شرکت کنندگان هدایائی در شان آنها اهداء می‌گردد. به همراه این هدایا، معمولاً هدیه خاصی به نشانه آن روز نیز تهیه می‌گردد.